# Округ Атала (Мисисипи)
Атала (енгл. Attala County) је округ у америчкој савезној држави Мисисипи.

## Демографија
По попису из 2010. године број становника је 19.564, што је 97 (-0,5%) становника мање него 2000. године.
| Група             | 2000.          | 2010.          |
| Белци             | 11.369 (57,8%) | 10.866 (55,5%) |
| Афроамериканци    | 7.864 (40,0%)  | 8.208 (42,0%)  |
| Азијати           | 53 (0,3%)      | 54 (0,3%)      |
| Хиспаноамериканци | 280 (1,4%)     | 323 (1,7%)     |
| Укупно            | 19.661         | 19.564         |